# Acanthurus mata

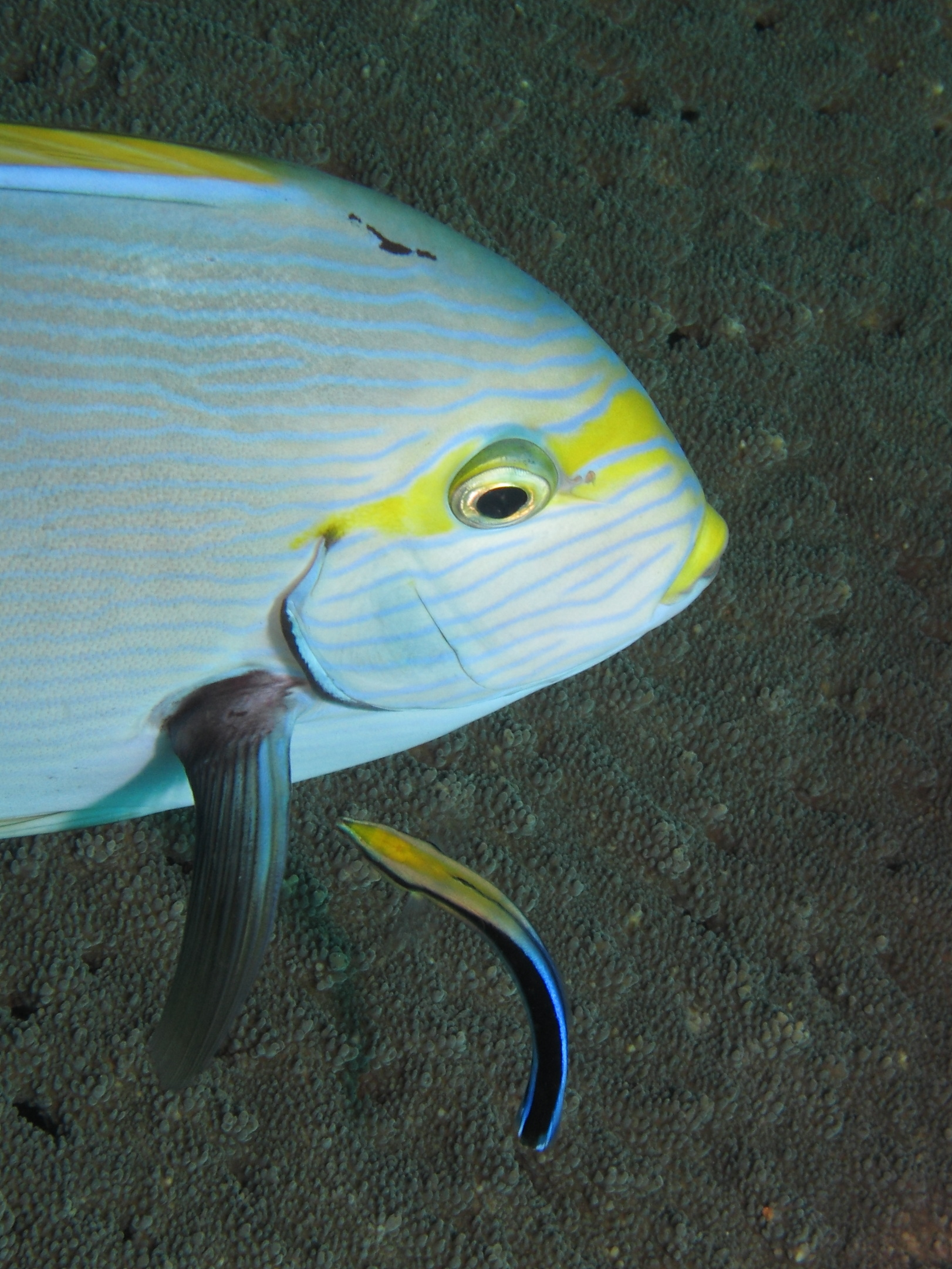
Particolare della testa in cui è visibile la conformazione della macchia oculare

Acanthurus mata (Cuvier, 1829) è un pesce osseo marino appartenente alla famiglia Acanthuridae.

## Distribuzione e habitat
Questa specie è diffusa nell'Indo-Pacifico tropicale dal mar Rosso e il Sudafrica a ovest alle isole Marchesi e le isole Tuamotu a est e arrivando a nord al Giappone meridionale e a sud alla grande barriera corallina australiana e alla Nuova Caledonia. 
Questa specie vive in banchi nelle acque aperte soprastanti fondi duri, sia corallini che rocciosi. Contrariamente alla maggioranza degli altri Acanthurus frequenta anche le acque torbide. I giovanili vivono in acque basse e in aree protette dalle onde trovando rifugio fra i coralli molli.
Si può trovare fra i 5 e i 100 metri di fondale, comunemente non oltre i 45 metri e non sopra i 15.

## Descrizione
Questa specie, come gli altri Acanthurus, ha corpo ovale, compresso lateralmente e in questa specie decisamente allungato. La bocca è piccola, posta su un muso sporgente; sul peduncolo caudale, particolarmente sottile, è presente una spina mobile molto tagliente. La pinna dorsale è unica e piuttosto lunga, di altezza uniforme. La pinna anale è simile ma più corta. La pinna caudale è lunata. Le scaglie sono molto piccole. La livrea dell'adulto è variabile, la tinta di fondo va dal bruno rossastro al blu scuro all'azzurro chiaro. Sulla testa e il corpo sono presenti linee azzurre orizzontali molto più definite nei giovanili. Dietro l'occhio è presente una macchia gialla allungata che si divide in due linee nella parte frontale antistante l'occhio. La spina sul peduncolo caudale è di colore nero.
È riportata la taglia massima è di 50 cm.

## Biologia
Può vivere fino a 23 anni.

### Comportamento
È una specie semipelagica che forma banchi di piccole dimensioni che stazionano a mezz'acqua. Si mescola talvolta ai gruppi di Caranx sexfasciatus.

### Alimentazione
Si nutre soprattutto di zooplancton. I giovanili consumano alghe bentoniche. È stato osservato nutrirsi delle feci di carangidi.

### Riproduzione
Forma aggregazioni numerose per la riproduzione.

## Pesca
È oggetto occasionale di pesca per il consumo specie in Thailandia e nelle Filippine. Si cattura con reti da posta, nasse e con il fucile subacqueo. È oggetto anche di pesca illegale.

## Acquariofilia
Si trova sul mercato dei pesci d'acquario.

## Conservazione
È comune in gran parte dell'areale e le popolazioni sono stabili. Il prelievo è modesto e non sembrano sussistere preoccupazioni per lo status della specie. La Lista rossa IUCN classifica A. mata come "a rischio minimo".